# Movement (EP)
Pour les articles homonymes, voir Movement.
Albums de The Fray
Reason (EP)
(2003)
Movement est le premier EP du groupe américain de rock The Fray, publié l'été 2002.

## Liste des chansons
Toutes les chansons sont écrites et composées par Isaac Slade et Joe King.
| No | Titre             | Durée |
| -- | ----------------- | ----- |
| 1. | Where You Want To | 3:22  |
| 2. | Oceans Away       | 3:59  |
| 3. | It's For You      | 3:46  |
| 4. | Vienna            | 3:46  |